# Litevská hymna
Hymna Litvy je píseň Tautiška giesmė (česky Národní píseň).

## Historie

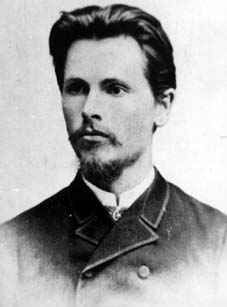
Vincas Kudirka

Autorem slov i hudby litevské hymny je Vincas Kudirka. Píseň Tautiška giesmė byla vydána tiskem v roce 1898. Její autor neměl v úmyslu stvořit národní hymnu a nedožil se vyhlášení nezávislosti, ani přijetí svého díla za litevskou hymnu. První veřejné provedení písně se konalo v Petrohradě v roce 1899. Ve Vilniusu byla hrána v předvečer schůze Velkého sněmu v roce 1905. Po jistý čas Kudirkovu dílu konkurovala píseň básníka Maironise Litva, má milovaná země. Píseň Tautiška giesmė byla zakázána v období sovětské okupace a jako hymna byla vrácena v roce 1988.

## Text a český překlad
| Lietuva, Tėvyne mūsų Tu didvyrių žeme, Iš praeities Tavo sūnūs Te stiprybę semia. Tegul Tavo vaikai eina Vien takais dorybės Tegul dirba Tavo naudai Ir žmonių gėrybei Tegul saulė Lietuvoj Tamsumas prašalina, Ir šviesa, ir tiesa Mūs žingsnius telydi. Tegul meilė Lietuvos Dega mūsų širdyse, Vardan tos Lietuvos Vienybė težydi! | Litvo, vlasti naše, jsi zemí hrdinů. Nechť z minulosti tví synové čerpají sílu Nechť tví synové jdou pouze cestami pravými. Nechť pracují pro tvé dobro a pro dobro všech lidí. Nechť litevské slunce Rozežene chmury, a světlo a pravda nechť nás provázejí. Nechť láska Litvy hoří v našich srdcích. Ve jménu Litvy nechť roste naše jednota. |

## Básnický překlad
(Jaroslav Kabíček a Alena Vlčková)
Litvo, naše drahá vlasti, země bohatýrů,
synové tví z minulosti ať čerpají sílu.
Tvé děti ať cestou pravou
jdou k poctivé sklizni,
ať pracují pro tvé blaho
a pro dobro bližních.
Nechať slunce nad Litvou
tmu tmoucí pryč zaplaší,
náš krok ať provází jas pravdy a světla.
Nechať láska na Litvě
a nám v srdcích nezháší,
ve jménu Litvy té jednota ať vzkvétá.

## Zajímavost
Poslední verš státní hymny: "Vienybe Težydi!"/"Jednota ať vzkvétá" je heslem v heraldickém emblému litevského parlamentu Seimasu.